# Boy A
Boy A ist ein britischer Film aus dem Jahr 2007. Er handelt von einem jungen Mann, der als Kind an einem Mord beteiligt war und nun aus der Haft entlassen wird, um mit anderer Identität ein neues Leben zu beginnen. Der Film von Regisseur John Crowley kreist um die Themen Resozialisierung, Schuld und Identität, aber auch den Sensationsjournalismus. In der Hauptrolle ist Andrew Garfield zu sehen, neben ihm Peter Mullan und Katie Lyons.
Der Titel des Films ist ein Tarnname, der in einigen Ländern minderjährigen Straftätern gegeben wird, da ihre wahre Identität in der Öffentlichkeit nicht bekannt werden soll. Vorlage für den Film ist der gleichnamige Roman von Jonathan Trigell, der wie der Film mehrere Parallelen zu dem Mordfall James Bulgers aufweist.

## Handlung
Manchester: Eric Wilson unterhält sich mit seinem Betreuer Terry über sein nun neu beginnendes Leben: Er heißt von nun an Jack Burridge. Zusammen mit Terry mietet er eine Wohnung, eröffnet ein Konto und nimmt eine Stelle in einer Logistikfirma an. Er findet sich in der Welt nicht zurecht, denn als 10-Jähriger ging er für 14 Jahre ins Gefängnis. Bei der Arbeit lernt der introvertierte Jack die hübsche Büroangestellte Michelle kennen und kommt ihr in den darauffolgenden Tagen näher.
Zwischenzeitlich wird in Rückblenden die Geschichte des Mordes erzählt. Jacks Geburtsname ist Eric. Eric freundete sich als 10-Jähriger mit Philip an, einem gleichaltrigen Jungen, der sich im Gegensatz zu Eric nicht leicht einschüchtern lässt, sondern sich auch mit Fäusten wehrt, stiehlt und im Allgemeinen zur Kriminalität neigt. Philip erzählt ihm, dass er von seinem älteren Bruder mehrmals sexuell missbraucht wurde. Erics Mutter erfuhr zu dem Zeitpunkt von ihrer tödlichen Krebserkrankung. Der Mord, den Eric und Philip beim Spielen begangen haben, ereignete sich ohne besonderen Grund. Das Mordopfer war ein gleichaltriges Mädchen aus der gemeinsamen Schule, das die beiden auf Vandalismus ansprach und sie asozial nannte und beleidigte. Philip verletzte das Mädchen mit dem Teppichmesser an den Armen und zerrte es unter eine Brücke. Eric hob das Messer auf und folgte den beiden. Wer das Mädchen umgebracht hat, bleibt unklar. Im Gefängnis kam Philip um. Jack glaubt, dass Philip von anderen Insassen getötet und schließlich erhängt wurde, um es wie einen Selbstmord aussehen zu lassen.
In der Gegenwart verlieben sich Jack und Michelle ernsthaft ineinander. Jack und sein bester und einziger Freund und Kollege Chris werden durch Zufall Zeuge eines Autounfalls und retten einem kleinen Mädchen das Leben. Dadurch bekommen die beiden in der Lokalpresse Aufmerksamkeit. Dies und die positive Entwicklung von Jacks Rehabilitation erfüllt Terry mit großem Stolz auf Jack und sich selbst. Terrys eigener Sohn besucht nach langer Trennung wieder seinen Vater und lebt vorübergehend mit ihm zusammen. Terry kritisiert ihn dafür, dass er keine Arbeit hat, keine Freunde und nur zu Hause rumhängt und Alkohol trinkt. Terrys Sohn findet durch Äußerungen seines Vaters und durch die Durchsuchung dessen Akten und Computer heraus, wer Jack wirklich ist und informiert darüber die Presse. Er handelt aus Eifersucht, weil sein Vater Jack offenbar mehr schätzt als ihn selbst. Infolgedessen verliert Jack seinen Job, und Chris möchte mit ihm nichts mehr zu tun haben. Zudem erscheint Michelle nicht mehr zur Arbeit, und Jack kann sie telefonisch nicht erreichen; an ihrer Wohnungstür schellt er vergebens Sturm. Chris vermutet, dass Jack ihr etwas angetan haben könnte – sie hat sich allerdings nur in ihre Wohnung zurückgezogen und hadert mit der Enthüllung um Jack/Eric.
Als die Presse von Jacks wahrer Identität erfährt, belagert sie seine Wohnung. Jack fürchtet sich davor, gelyncht zu werden, da im Internet eine Belohnung auf seinen Kopf ausgesetzt ist. Bei Terry ist nur der Anrufbeantworter zu erreichen. Jack flieht vor den Reportern, die vor seiner Haustür lauern, über das Dach, verletzt sich dabei am Bein und flüchtet mit dem Zug an die Küste nach Blackpool. Dort trifft er ein letztes Mal auf Michelle. Sie verabschieden sich voneinander – möglicherweise stellt sich Jack dieses letzte Gespräch mit ihr bloß in seinem Kopf vor. Jack hinterlässt darauf Terry und auch Chris Abschiedsgrüße auf deren Anrufbeantworter. Der Film endet damit, dass Jack am Pier steht und sich offenbar das Leben nehmen will.

## Soundtracks
| Nr. | Titel                  | Interpret           |
| --- | ---------------------- | ------------------- |
| 1.  | With Every Heartbeat   | Kleerup feat. Robyn |
| 2.  | Drop the Pressure      | Mylo                |
| 3.  | Sexiest Man In Jamaica | Mint Royale         |
| 4.  | Floor Basics           | Mint Royale         |
| 5.  | Princess               | Mint Royale         |
| 6.  | The Warning            | Hot Chip            |

## Kritiken
- „Andrew Garfield in einer mindestens karrierebegründenden Rolle […] mit kurzen, effizienten Pinselstrichen von sicherer Regie-Hand“ (Chris Barsanti: Film Journal International[1])

- „Mullans Schottisch ist kaum zu verstehen. […] Ich hatte aber nie Schwierigkeiten damit, so ein großer Schauspieler ist er […] Er und Garfield kommen gut zusammen – beide mit auf Anhieb freundlichen Gesichtern, beide mit Charme, beide mit Wärme.“ (Roger Ebert[2])

- „ehrlich und einfühlsam“ (IFC.com[3])

## Auszeichnungen
British Academy Television Awards 2008
- BAFTA TV Award in der Kategorie Best Actor für Andrew Garfield
- BAFTA TV Award in der Kategorie Best Director – Fiction/Entertainment für John Crowley
- BAFTA TV Award in der Kategorie Best Editing – Fiction/Entertainment für Lucia Zucchetti
- BAFTA TV Award in der Kategorie Best Photography and Lighting – Fiction/Entertainment für Rob Hardy

Internationale Filmfestspiele Berlin 2008
- Preis der ökumenischen Jury in der Kategorie Panorama für John Crowley

Dinard British Film Festival 2008
- Preis Best Screenplay für Mark O’Rowe
- Golden Hitchcock für John Crowley
- Kodak Award for Best Cinematography für Rob Hardy
- Silver Hitchcock für John Crowley